# Црна мачка (филм из 1934)
Црна мачка (енгл. The Black Cat) је амерички хорор филм преткодовског Холивуда из 1934. године, режисера Едгара Улмера. Рађен је по истоименој причи Едгара Алана Поа. Главне улоге тумаче Борис Карлоф и Бела Лугоси. Филм представља прву од њихових осам сарадњи на хорорима продукцијске куће Јуниверзал пикчерс.
Филм је постао комерцијално највећи Јуниверзалов хит те године, као и хорор филм са највећом зарадом у години. Један је од првих филмова који готово непрекидно има музичку тему. Помогао је стварању и популаризацији поджанра психолошког хорора.
Године 2006. награђен је Сатурновом наградом као део ДВД колекције Беле Лугосија. Филм данас има веома позитивне критике и сматра се култним класиком, мада су по премијери реакције критичара из Њујорк тајмса биле негативне. Често се може наћи на листама 100 најстрашнијих хорор филмова. Остао је упамћен као први или један од првих филмова који су приказали некрофилију, аилурофобију, црну мису са људском жртвом, али пре свега по сцени драња коже са краја филма.

## Радња
Млади амерички брачни пар, Питер и Џоун Алисон, одлазе на медени месец у Мађарску. Након што се Џоун повреди у путу, њихов случајни сапутник, др Витус Вердегаст, их одводи у кућу код свог пријатеља, Хјалмара Поелзига, за кога се испоставља да је сатанистички свештеник...

## Улоге
| Глумац        | Улога               |
| ------------- | ------------------- |
| Борис Карлоф  | Хјалмар Поелзиг     |
| Бела Лугоси   | др Витус Вердегаст  |
| Дејвид Менерс | Питер Алисон        |
| Џули Бишоп    | Џоун Алисон         |
| Егон Бречер   | главни слуга        |
| Хари Кординг  | Тамал               |
| Лусил Лунд    | Карен Вердегаст     |
| Хенри Армета  | полицијски наредник |
| Алберт Конти  | полицијски поручник |
| Џон Карадин   | оргуљаш             |